# Hemmelmark 2 und 3
 Die Dolmen Hemmelmark 2 und 3 liegen mit 11 anderen, zumeist stark beschädigten Megalithanlagen der Trichterbecherkultur (TBK), beim Gut Hemmelmark, nordöstlich von Eckernförde in Schleswig-Holstein. Sie tragen die Sprockhoff-Nummern 81 und 82 und entstanden zwischen 3500 und 2800 v. Chr.

## Hemmelmark II (Sprockhoff-Nr. 81)
Das nahezu vollständige, aber überwucherte Hünenbett misst etwa 44 mal 7 Meter. Mindestens 66 (vielleicht alle) Randsteine sind erhalten, aber meist durch Erosion verschüttet. Die querliegende Kammer des Rechteckdolmen ist unzugänglich. Der in zwei Hälften gespaltene Deckstein ist repariert. Die Kammer ist abgesehen vom südöstlichen Tragstein erhalten. 
Prinz Heinrich, der Bruder des letzten deutschen Kaisers, baute hier sein Mausoleum auf dem Großsteingrab und ist dort bestattet. Unter dem Mausoleum sind die alten Steine zu finden.

## Hemmelmark III (Sprockhoff-Nr.  82)
Hemmelmark III liegt etwa 4 Meter von Hemmelmark II entfernt und ist ein etwas abnormer, da zugangsloser Rechteckdolmen mit einer jedoch nicht rechtwinkeligen, sondern durch leichte Einwinkelung einer Seite, fünfeckigen Kammer, die von zwei Decksteinen bedeckt wird. Erhalten sind alle 6 eng stehenden Tragsteine. Mittels mehrerer senkrechter Platten war ein Quartier abgeteilt, das etwa 40 % der gepflasterten Kammerdiele einnahm. Die Kammer ist zur Hälfte mit Erde gefüllt, aber ein Spalt zwischen den Trag- und Decksteinen ermöglicht im Norden einen Blick ins Innere.